# Anomalosiphum scleroticum
Anomalosiphum scleroticum är en insektsart som beskrevs av Ge-Xia Qiao och G.-x. Zhang 2001. Anomalosiphum scleroticum ingår i släktet Anomalosiphum och familjen långrörsbladlöss. Inga underarter finns listade i Catalogue of Life.